# 麦角新碱

麦角新碱（英語：或ergonovine），又名D-麦角酸β-氨基丙醇, 是一类用于引起子宫收缩来治疗阴道产后出血的药物。 它可用于口服，肌肉注射或静脉注射。口服15分钟起效，注射则更快。药效持续45到180分钟。
常见副作用包括血压升高、呕吐、癫痫、头痛、血压降低等，其他严重副作用包括麦角中毒。 它最初是从黑麦麦角菌制成，但现在也可以从麦角酸制成。 由于能够用来制作娛樂性藥物麦角酰二乙胺（LSD），麦角新碱受到管制。
麦角新碱1932年被发现。 它被列入世界卫生组织基本药物标准清单，此清单列有基本卫生系统中所有最重要的药物。 麦角新碱以质优价廉著称。在2014年，每一剂注射剂批发价在0.12美元到0.41美元之间，每一片药丸批发价为0.01美元。 在美国，每剂约为1.75美元。

## 医疗用途
它在产科医学用途上，以促进胎盘递送和通过在血管壁造成平滑肌组织来缩小，从而减少血流量，以防止分娩后出血。它通常结合催产素（Syntocinon）作为子宫收缩剂。
它可诱发冠状动脉痉挛。 它被用来诊断变体（变异型的）心绞痛。

## 不良反应
可能的副作用包括恶心、呕吐、腹痛、腹泻、头痛、头晕、耳鸣、胸痛、心悸、心动过缓、一过性高血压及其他心律失常、呼吸困难、皮疹，以及休克。 过量会产生特有的中毒，稱為麦角中毒或“圣安东尼火”。若拖延則会导致坏疽和截肢血管痉挛、幻觉和痴呆，甚至流产。胃肠道紊乱如腹泻、恶心、呕吐、都很常见。 该药物忌用于妊娠、血管疾病和精神病。

## 藥理學

### 藥效動力學
麦角新碱刺激子宫和其他平滑肌。它靶向α-肾上腺能、多巴胺能和血清素受体（5-羥色胺受体）。它的强效子宫收縮效應应与尚未鑒定的某種受体类型相关。麦角新碱是血清素5-HT2B受体的激动剂，并已与心脏瓣膜病相关联。

## 历史
麦角的药理特性几百年前已经被助产士知悉和利用，但知道20世纪初才被深入研究和宣传。然而，它有引发流产和麦角中毒的危险，使得它只能被谨慎使用，比如应用在产后出血的治疗中。

1935年，化学家C Moir 和 H W Dudley首次分离获取麦件新碱。 Carolin De Costa 认为，20世纪初通过预防性使用麦角新碱治疗出血，西方大部分地区的孕产妇死亡率出现下降。

## 法律现状
麦角新碱是被列入联合国禁止非法贩运麻醉药品和精神药物公约表一 （页面存档备份，存于）的前体，因为它是LSD的可能前体化合物。 作为麦角酰胺的一种N-烷基衍生物，麦角新碱也受1971年毒品滥用法（ Misuse of Drugs Act 1971）控制，表明它在英国是非法的。